# Campeonato Mundial de Triatlón por Relevos
El Campeonato Mundial de Triatlón por Relevos fue una competición internacional de triatlón organizada por la Unión Internacional de Triatlón (ITU) en tres ocasiones entre los años 2003 y 2007. Los relevos se disputaban por sexo y consistían de tres mujeres o tres hombres.
Posteriormente, la ITU decidió organizar un Campeonato Mundial de Triatlón por Relevos Mixtos, que se realiza desde el año 2009.

## Medallistas

### Masculino
| Núm. | Año  | Sede                      | Oro                                                                   | Plata                                                            | Bronce                                                            |
| ---- | ---- | ------------------------- | --------------------------------------------------------------------- | ---------------------------------------------------------------- | ----------------------------------------------------------------- |
| I    | 2003 | Tiszaújváros · ( Hungría) | Australia Simon Thompson Richie Cunningham Brad Kahlefeldt            | España · Clemente Alonso · José Merchán · Iván Raña              | Ucrania · Volodymyr Turbayevski · Andri Glushchenko · Maxim Kriat |
| II   | 2006 | Cancún · ( México)        | Estados Unidos Brian Fleischmann Andy Potts Matthew Reed              | Alemania · Jan Frodeno · Maik Petzold · Daniel Unger             | Canadá · Kyle Jones · Colin Jenkins · Paul Tichelaar              |
| III  | 2007 | Tiszaújváros · ( Hungría) | Rusia · Alexandr Briujankov · Vladimir Turbayevski · Dmitri Polianski | Alemania · Christian Prochnow · Helge Mütschard · Claude Eksteen | España · Francesc Godoy · Javier Gómez Noya · José Tovar          |

### Femenino
| Núm. | Año  | Sede                      | Oro                                                                | Plata                                                            | Bronce                                                      |
| ---- | ---- | ------------------------- | ------------------------------------------------------------------ | ---------------------------------------------------------------- | ----------------------------------------------------------- |
| I    | 2003 | Tiszaújváros · ( Hungría) | Australia Nikki Egyed Mirinda Carfrae Pip Taylor                   | España · Ainhoa Murua · Pilar Hidalgo · Ana Burgos               | Italia · Beatrice Lanza · Silvia Gemignani · Nadia Cortassa |
| II   | 2006 | Cancún · ( México)        | Italia · Daniela Chmet · Beatrice Lanza · Nadia Cortassa           | Estados Unidos Sarah True Michelle Lindsay Mary Beth Ellis       | España · Ainhoa Murua · Ana Burgos · Zuriñe Rodríguez       |
| III  | 2007 | Tiszaújváros · ( Hungría) | Rusia · Irina Abysova · Yevgueniya Matveyeva · Anastasiya Yatsenko | Ucrania · Inna Tsyganok · Yuliya Yelistratova · Olesia Prystaiko | Italia · Daniela Chmet · Charlotte Bonin · Nadia Cortassa   |

## Medallero histórico
- Actualizado a Hamburgo 2007.

| Núm. | País           | Oro | Plata | Bronce | Total |
| ---- | -------------- | --- | ----- | ------ | ----- |
| 1    | Australia      | 2   | 0     | 0      | 2     |
| 1    | Rusia          | 2   | 0     | 0      | 2     |
| 3    | Estados Unidos | 1   | 1     | 0      | 2     |
| 4    | Italia         | 1   | 0     | 2      | 3     |
| 5    | España         | 0   | 2     | 2      | 4     |
| 6    | Alemania       | 0   | 2     | 0      | 2     |
| 7    | Ucrania        | 0   | 1     | 1      | 2     |
| 8    | Canadá         | 0   | 0     | 1      | 1     |
|      | TOTAL          | 6   | 6     | 6      | 18    |